# 西门礁
西门礁位于南沙群岛九章群礁北缘，南门礁与东门礁之间，为一座暗礁。1983年公布名称为西门礁。中国渔民向称“西门”。外国文献称为“McKennan Reef”。由中华人民共和国驻扎在东门礁的守军实际监控。

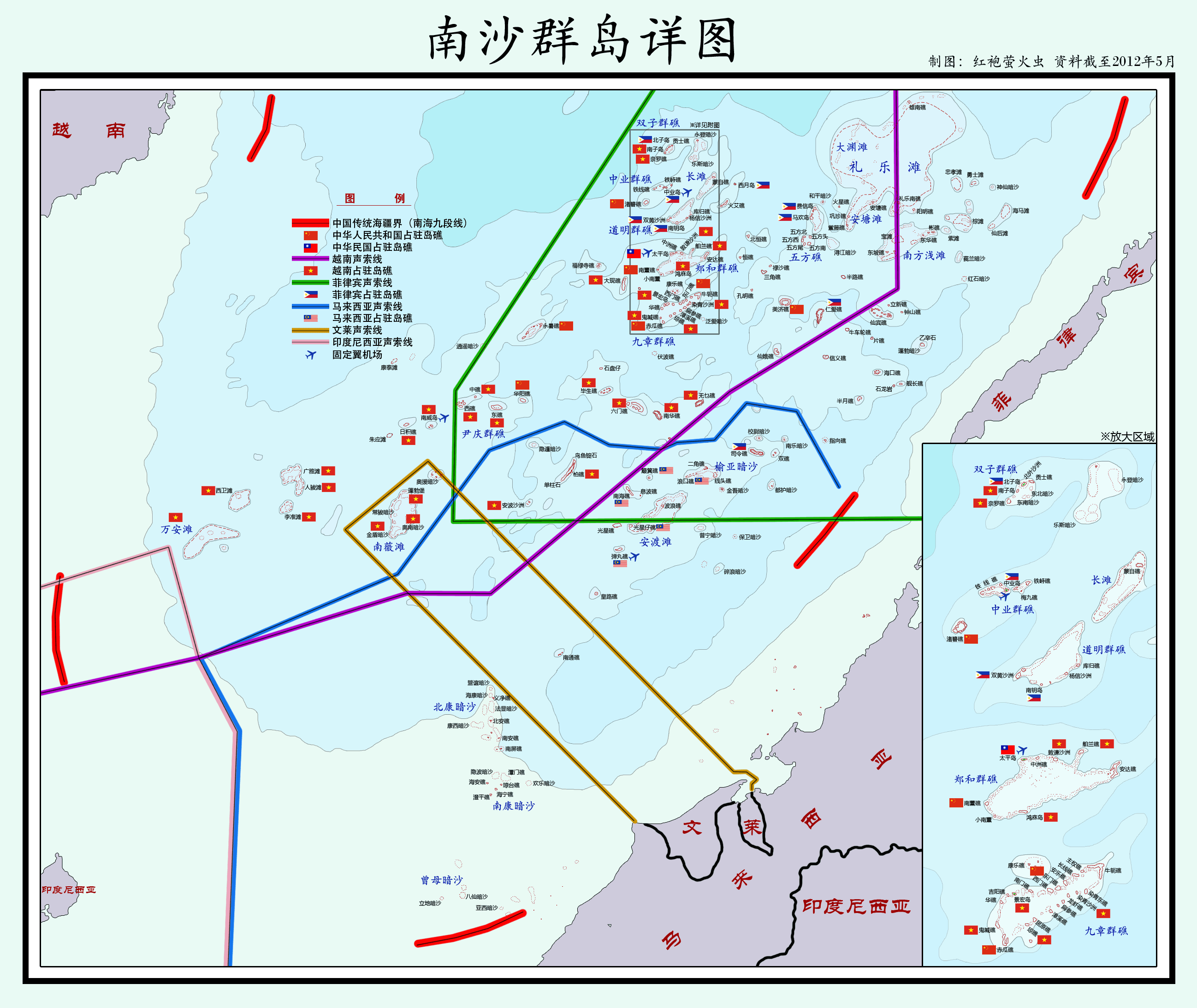
西门礁相關位置圖